# Postulat de Hammond
Le postulat de Hammond, parfois appelé postulat de Hammond-Leffler, est une hypothèse, dérivée de la théorie de l'état de transition. Dans les réactions organiques cette théorie stipule que :
Lorsque deux états, par exemple un état de transition et un intermédiaire instable, se succèdent dans un processus réactionnel et ont presque la même énergie, alors leur interconversion ne nécessite qu'une faible réorganisation des structures moléculaires.

## Interprétation du postulat
De manière effective, ce postulat indique que la structure d'un état de transition est semblable à celles des espèces les plus proches en termes d'énergie libre (ou, pour parler en termes de surface d'énergie potentielle, des espèces topologiquement les plus proches). C'est-à-dire que l'état de transition d'une réaction endergonique est proche des produits alors que celui d'une réaction exergonique est semblable aux réactifs.

Une autre interprétation courante que l'on peut trouver dans les livres de chimie organique est la suivante :
On considère que les états de transition de réactions impliquant des intermédiaires instables peuvent être relativement bien approchés par les intermédiaires eux-mêmes.
Cette interprétation met cependant de côté les réactions extrêmement endothermiques ou exothermiques qui sont relativement peu courantes et relie l'état de transition aux intermédiaires qui sont habituellement les plus instables.

## Application du postulat
Le postulat de Hammond est très utile pour la compréhension de la relation entre le taux de réaction et la stabilité des produits de réaction.

Lorsque le taux de réaction dépend de la seule énergie d'activation (parfois indiquée en thermochimie par la notation ΔG‡ delta G double dague), les taux finaux de produits en équilibre chimique dépendent seulement de la variation d'énergie libre standard ΔG (« delta G »). Le taux de produits finaux à l'équilibre est alors directement lié à la stabilité de ces produits.

Le postulat de Hammond lie le taux d'un processus réactionnel avec les facteurs structuraux des états qui en font partie, en disant que les réorganisations moléculaires doivent être petites lors de ces étapes qui impliquent deux étapes très proches en énergie. Ceci permet des comparaisons structurales entre les matériaux de départ, les produits et les « états intermédiaires » possibles qui permettent de comprendre pourquoi le produit thermodynamiquement le plus stable n'est pas toujours celui qui est favorisé lors du processus réactionnel.

## Explication de résultats apparemment contradictoires
Le postulat de Hammond est particulièrement important lorsque l'on étudie l'étape limitante d'une réaction. Cependant, on doit procéder avec prudence lorsqu'il est question d'une réaction en plusieurs étapes ou d'une réaction dans laquelle se produit un réarrangement lors d'une étape intermédiaire. Dans certains cas, les produits finaux sont dans des proportions significativement importantes en faveur du produit le moins stable (produit cinétique) et donc au détriment du produit le plus stable (produit thermodynamique). Dans ce cas, on doit étudier l'étape limitante ainsi que les intermédiaires. L'étape limitante correspond souvent à la formation initiale d'espèces instables comme les carbocations. Ensuite, une fois que l'espèce (ou les espèces) instable est formée, des réarrangements importants peuvent se produire. Dans ce genre de réactions, particulièrement lorsqu'elles sont réalisées à faibles températures, les réactifs réagissent avant que les réarrangements nécessaires pour former un isomère plus stable puissent se produire. À plus hautes températures, lorsque la réversibilité microscopique est plus facile, le produit le plus stable thermodynamiquement est favorisé en raison du temps laissé pour effectuer les réarrangements. Selon que l'on est à hautes ou basses températures, le mélange de produits cinétique et thermodynamique atteindront éventuellement la même proportion, en faveur du produit thermodynamiquement stable, si l'on donne du temps à l'équilibrage de microréversibilité.

## Note historique
Le postulat fut nommé d'après le nom de son inventeur, George S. Hammond. Il l'énonça le premier en 1955 lorsqu'il était professeur de chimie de l'Université d'État de l'Iowa. Hammond le publia en premier lieu dans Journal of the American Chemical Society. John E. Leffler, de l'Université d'État de Floride avait proposé une idée similaire quelques années avant Hammond, mais la version de Hammond fut la plus connue. Cependant, ce postulat est aussi connu sous le nom de postulat de Hammond-Leffler.